# Chantal Nijkerken-de Haan
Chantal Nijkerken-de Haan (Rijswijk, 18 de septiembre de 1973) es una política neerlandesa que actualmente ocupa un escaño en la Segunda Cámara de los Estados Generales por el Partido Popular por la Libertad y la Democracia. Se instaló como parlamentaria el 31 de marzo el año 2015 tras suceder a Klaas Dijkhoff que se convirtió en Secretario de Estado. Entre 2010 y 2012 fue concejala en Onderbanken, mientras que entre 2013 y 2014 para Meerssen.